# Villa harveyi
Villa harveyi är en tvåvingeart som först beskrevs av James Stewart Hine 1904.  Villa harveyi ingår i släktet Villa och familjen svävflugor. Inga underarter finns listade i Catalogue of Life.